# Catharine Sedgwick

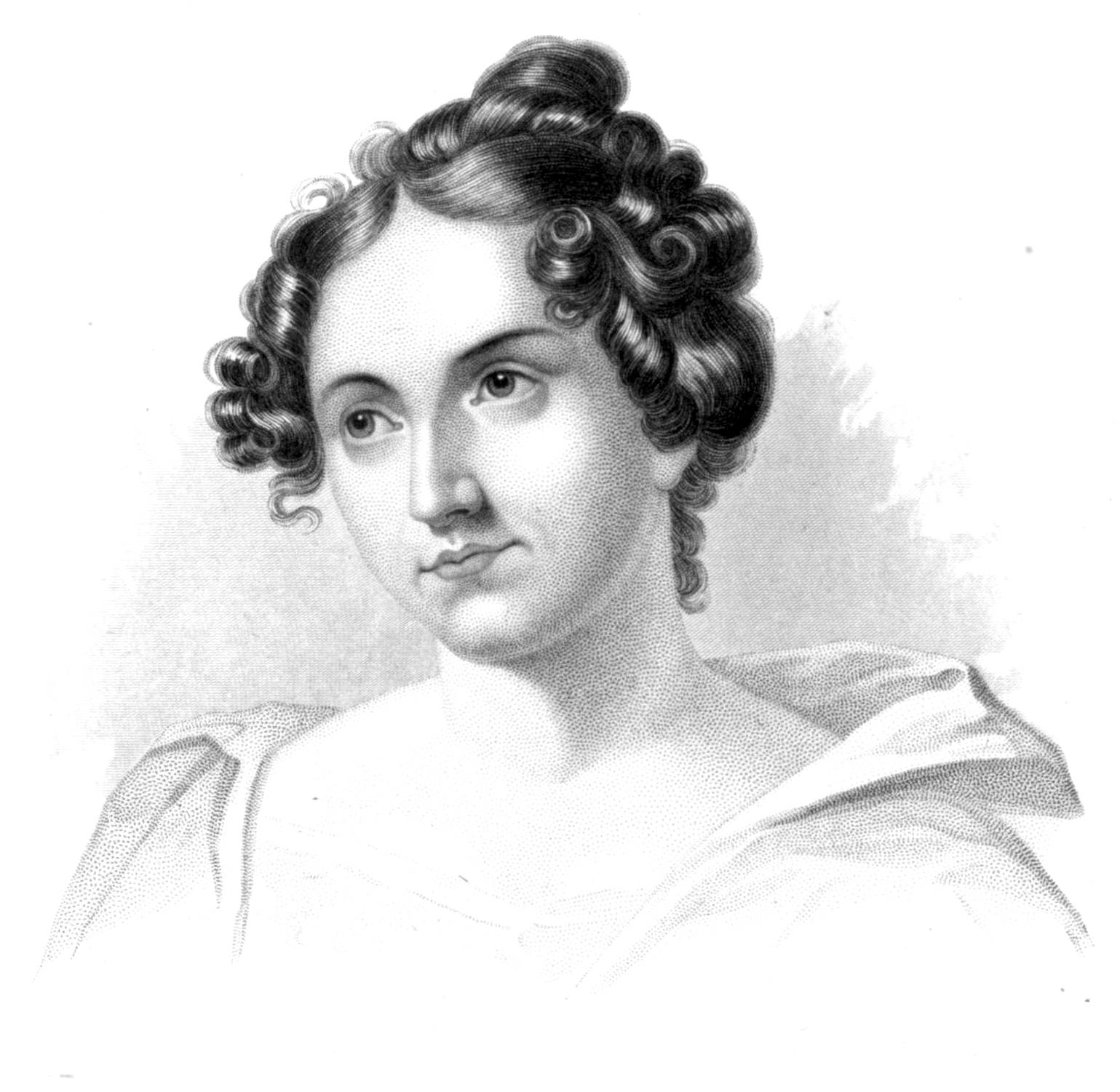
Catherine Sedgwick (datiert 1852)

Catherine Maria Sedgwick (* 28. Dezember 1789 in Stockbridge; † 31. Juli 1867 in West Roxbury) war eine US-amerikanische Schriftstellerin.

## Leben
Catherine Sedgwick wurde Ende 1789 als Tochter des Politikers Theodore Sedgwick (1746–1813) und seiner Ehefrau Pamela Dwight in Stockbridge geboren, einer Kleinstadt im Westen von Massachusetts, wo sie auch große Teile ihrer Kindheit verbrachte und eine lokale Schule besuchte. Später wurde sie auf Internate in Albany und Boston geschickt; parallel wurde ihre Bildung durch die Intellektualität ihres Elternhauses genährt. 1821 schloss sie sich dem Unitarismus an. Ein Jahr später veröffentlichte sie mit ihrem Debütroman A New-England Tale eine scharfe Satire am neuenglischen Calvinismus in der Tradition von Samuel Hopkins. Das Buch erzählt die Geschichte einer anständigen Waisin, die das Leben bei einer streng religiösen Tante erdulden muss. Wie alle von Sedgwicks Romane endet das Buch mit der glücklichen Heirat der Protagonistin. 1824 wandte sie sich mit ihrem Roman Redwood gegen die sich aristokratisch aufführende Oberschicht der Vereinigten Staaten und plädierte stattdessen im Sinne der Jacksonian Democracy für eine egalitäre Gesellschaft. 1827 erzählte sie in Hope Leslie die Geschichte einer Gruppe von europäischen Siedlern in Springfield und deren Kontakte mit den Native Americans in der frühen Kolonialzeit. Spätestens zu diesem Zeitpunkt hatte sich Sedgwick den Ruf einer profilierten Schriftstellerin erarbeitet, die zu den kulturellen Führungsfiguren Neuenglands zu zählen war.
Ab Ende der 1820er Jahre verbrachte Sedgwick üblicherweise eine Hälfte des Jahres bei einem Bruder in New York City und die andere Hälfte bei zwei anderen Brüdern in Stockbridge und Lenox in den Berkshire Mountains im Westen von Massachusetts. An beiden Orten war sie fester Bestandteil der intellektuellen Künstlerkreise; enge Freundschaften verbanden sie insbesondere mit William Cullen Bryant und Fanny Kemble. 1830 produzierte Sedgwick mit Clarence einen weiteren beim Publikum sehr erfolgreichen Roman, der aber in der modernen Literaturkritik als ambitionslos bewertet wird. Ihren letzten großen Roman veröffentlichte sie 1835 mit The Linwoods, in dem sie die Geschichte einer patriotischen und einer loyalistischen Familie während des Amerikanischen Unabhängigkeitskriegs erzählt. Neben einer ersten Kurzgeschichtensammlung publizierte sie in den späten 1830er Jahren drei didaktische Bücher, die sich an die Unterschicht richteten und dazu aufriefen, trotz aller Widrigkeiten den Anstand zu bewahren und nach der christlichen Moral zu leben. Abgesehen von einem letzten, 1857 veröffentlichen Roman besteht Sedgwicks Spätwerk hauptsächlich aus Kinderbüchern, ergänzt durch einen weiteren Band an Kurzgeschichten, ein Sachbuch und ein Werk der Reiseliteratur. Gesundheitlich angeschlagen zog sie sich in den 1860er Jahren zu einer Nichte im Raum Boston zurück, wo sie im Sommer 1867 im Alter von 77 Jahren in West Roxbury verstarb. Vier Jahre später publizierte Mary Dewey eine Auswahl von Sedgwicks Briefen und ein unvollendet gebliebenes Manuskript einer Autobiografie. Sedgwicks Nachlass kam in den 1950er Jahren in den Besitz der Massachusetts Historical Society.
Zu der Hochzeit ihres Schaffens gehörte Sedgwick zu den bekanntesten und beliebtesten Schriftstellern der Vereinigten Staaten und wurde auch in der Kritik gerühmt. Mindestens eines ihrer Werke, der Roman Redwood (1824), wurde zu Lebzeiten auch in andere Sprachen übersetzt. Die frühe Feministin Margaret Fuller führte Sedgwicks starke Protagonistinnen und ihren eigenen Erfolg als Schriftstellerin als Beispiel für die Möglichkeiten von Frauen an, wenngleich Sedgwick stets die Heirat als höchstes Ziel im Leben einer Frau verteidigte, obgleich sie selbst ledig blieb. Wenngleich von Zeitgenossen wie Ralph Waldo Emerson, Nathaniel Hawthorne und Edgar Allan Poe gerühmt, geriet sie bereits am Ende ihres Lebens in Vergessenheit. In den Literaturwissenschaften wurde Sedgwick erst von Alexander Cowie zur Mitte des 20. Jahrhunderts wiederentdeckt, der Sedgwick in seinem The Rise of the American Novel diskutierte. Wenngleich für ihre sentimentalen und banalen Handlungen belächelt, gilt sie heute in den Literaturwissenschaften neben James Fenimore Cooper als Vorreiterin für die Nutzung US-amerikanischer Geschichten an US-amerikanischen Handlungsorten und als Pionierin des Genres des sogenannten domestic novel, das wenig später von Susan Warner und Maria Susanna Cummins fortgeführt wurde.

## Veröffentlichungen
Romane
- A New-England Tale. Bliss and White, New York 1822.
- Redwood. Bliss and White, New York 1824.
- Hope Leslie. White, Gallaher, and White, New York 1827.
- Clarence. Carey and Lea, Philadelphia 1830.
- The Linwoods. Harper and Brothers, New York 1835.
- Married or Single? Harper and Brothers, New York 1857.

Sachliteratur
- Home. Munroe and Company, Boston 1835.
- The Poor Rich Man and the Rich Poor Man. Harper and Brothers, New York 1836.
- Live and Let Live. Harper and Brothers, New York 1837.
- Memoir of John Curtis. Harper and Brothers, New York 1858.

Kurzgeschichten
- Tales and Sketches. Carey, Lea, and Blanchard, Philadelphia 1835.
- Tales and Sketches: Second Series. Harper and Brothers, New York 1844.

Reiseliteratur
- Letters from Abroad to Kindred at Home. Harper and Brothers, New York 1841.

Kinderliteratur
- The Travellers. Bliss and White, New York 1825.
- The Deformed Boy. E. G. Merriam, Brookfield 1826.
- A Love Token for Children. Harper and Brothers, New York 1838.
- Stories for Young Persons. Harper and Brothers, New York 1841.
- The Morals of Manners. G. P. Putnam, New York 1846.
- Facts and Fancies for School-day Reading. G. P. Putnam, New York 1848.
- The Boy of Mount Rhigi. Pierce, Boston 1848.